# Stephan Paryla-Raky

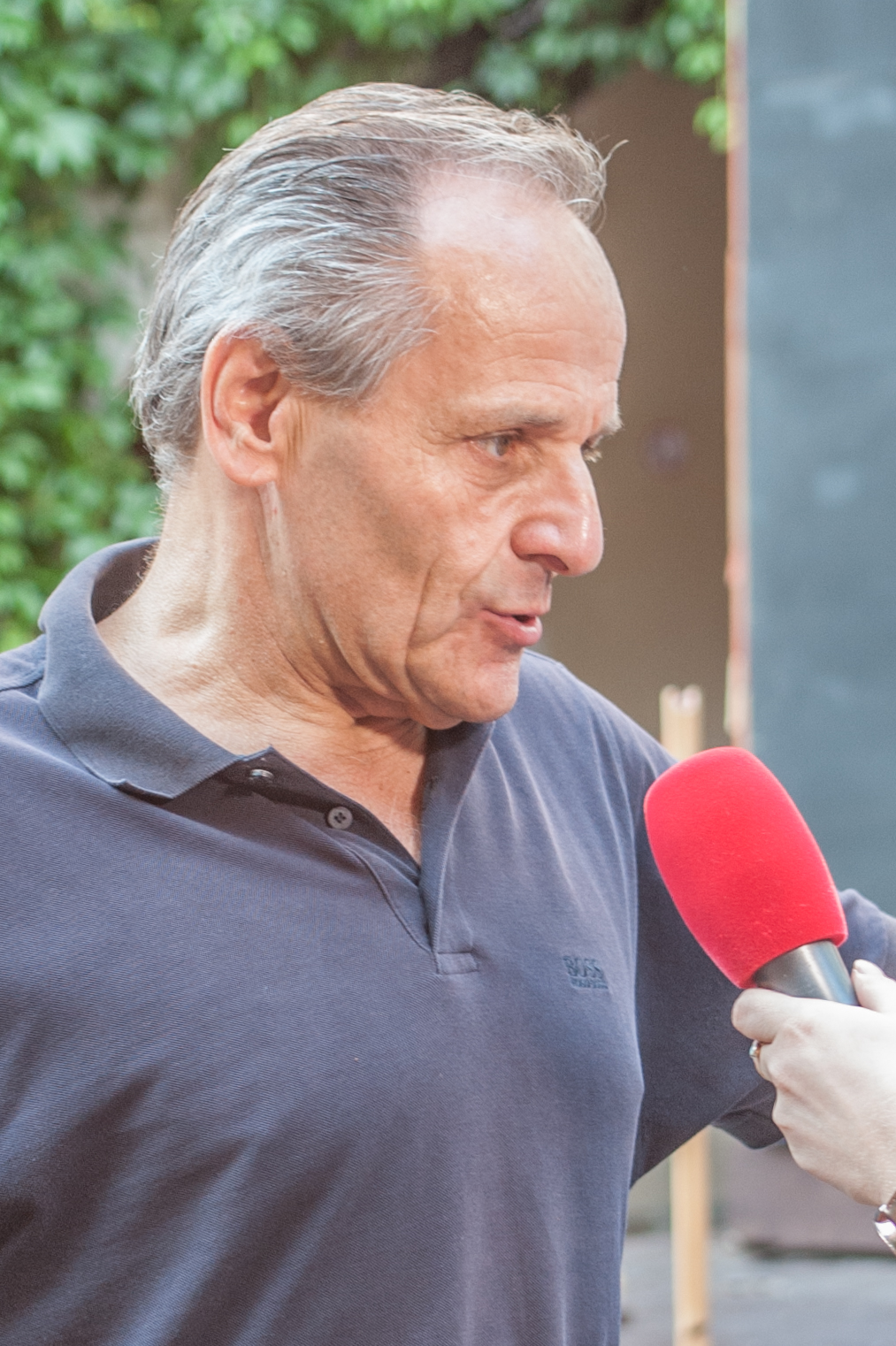
Stephan Paryla-Raky (2016)

Stephan Paryla-Raky (auch: Stephan Paryla; * 7. Juli 1948 in Wien) ist Theater- und Filmschauspieler, Sänger und Rezitator.

## Leben und Wirken
Der Sohn des Schauspieler-Ehepaares Karl Paryla und Hortense Raky und jüngere Bruder von Nikolaus Paryla verbrachte nach dem Besuch der Volksschule in Wien einen Großteil seiner Schulzeit in der DDR (Ost-Berlin). Zurück in Wien, lernte er Fremdsprachen und beschäftigte sich mit Karikaturzeichnen.
Aufgrund eines Bronchialleidens wurde ihm ärztlicherseits das Spielen eines Blasinstrumentes angeraten. Zu seinem Instrument wählte er die Trompete, nachdem er mit seinem Vater das Münchener Hofbräuhaus besucht hatte.
Nach einem Studium an der Wiener Hochschule für Musik und darstellende Kunst gelangte er schließlich zum Theater und war unter anderem im Wiener Volkstheater und im Theater in der Josefstadt zu sehen. Seine Schauspielausbildung erhielt er bei den Eltern sowie bei Dorothea Neff und Eva Zilcher.
Zahlreiche Auftritte im Film und im Fernsehen folgten, aufgrund seiner Sprachbegabung auch im fremdsprachigen Ausland. Weitere Theaterengagements führten ihn unter anderem nach Hamburg, Graz und Zürich sowie ins Wiener Kabarett Simpl.
Als Rezitator hält Paryla-Raky nach wie vor Lesungen meist satirischer Werke von Autoren wie Anton Kuh oder Wilhelm Busch. Einiges aus seinem Rezitationsschaffen wurde auf CD oder Schallplatte veröffentlicht. Bei seinen Vortragsabenden begleitet er Gesangseinlagen häufig selbst auf der Gitarre. 
Über seinen Onkel, den Schauspieler und Regisseur Emil Paryla, ist er ein Cousin der Schauspielerin und Regisseurin Katja Paryla. 

## Filmografie (Auswahl)
- 1971: Tatort – Mordverdacht
- 1974: Der Fangschuß
- 1974: Karl May
- 1974: Tatort – Mord im Ministerium
- 1976: Fluchtversuch
- 1977: Der Einstand (Fernsehfilm)
- 1977: Ein echter Wiener geht nicht unter (Fernsehserie, Episode „Jahreswende“)
- 1978: Holocaust – Die Geschichte der Familie Weiss (US-amerikanischer Fernsehvierteiler)
- 1979: Das Geheimnis der eisernen Maske (The 5th Musketeer)
- 1983: Wagner – Das Leben und Werk Richard Wagners
- 1992: Kaisermühlen Blues (8 Folgen)
- 1993: Der Salzbaron (Fernsehserie)
- 1996: Der Bockerer II – Österreich ist frei
- 2000: Donna Leon – Venezianische Scharade
- 2003: Der Bockerer IV – Prager Frühling
- 2008: Die Rosenheim-Cops – Der Tod trägt Anzug
- 2011: Meine Schwester
- 2010: Heimat zu verkaufen (Fernsehfilm)
- 2013: Die Rosenheim-Cops – Die letzte Beichte

## Auszeichnungen (Auswahl)
- 2010: Österreichisches Ehrenkreuz für Wissenschaft und Kunst